# Plethodon richmondi
Espèce
Synonymes
- Plethodon richmondi popei Highton & Grobman, 1956

Statut de conservation UICN

 LC  : Préoccupation mineure
Plethodon richmondi est une espèce d'urodèles de la famille des Plethodontidae.

## Répartition
Cette espèce est endémique d'Amérique du Nord. Elle se rencontre aux États-Unis dans le sud-ouest de la Virginie, dans le Sud-Ouest de la Virginie-Occidentale, dans l'ouest de la Caroline du Nord, dans l'est du Kentucky et dans le nord-est du Tennessee.

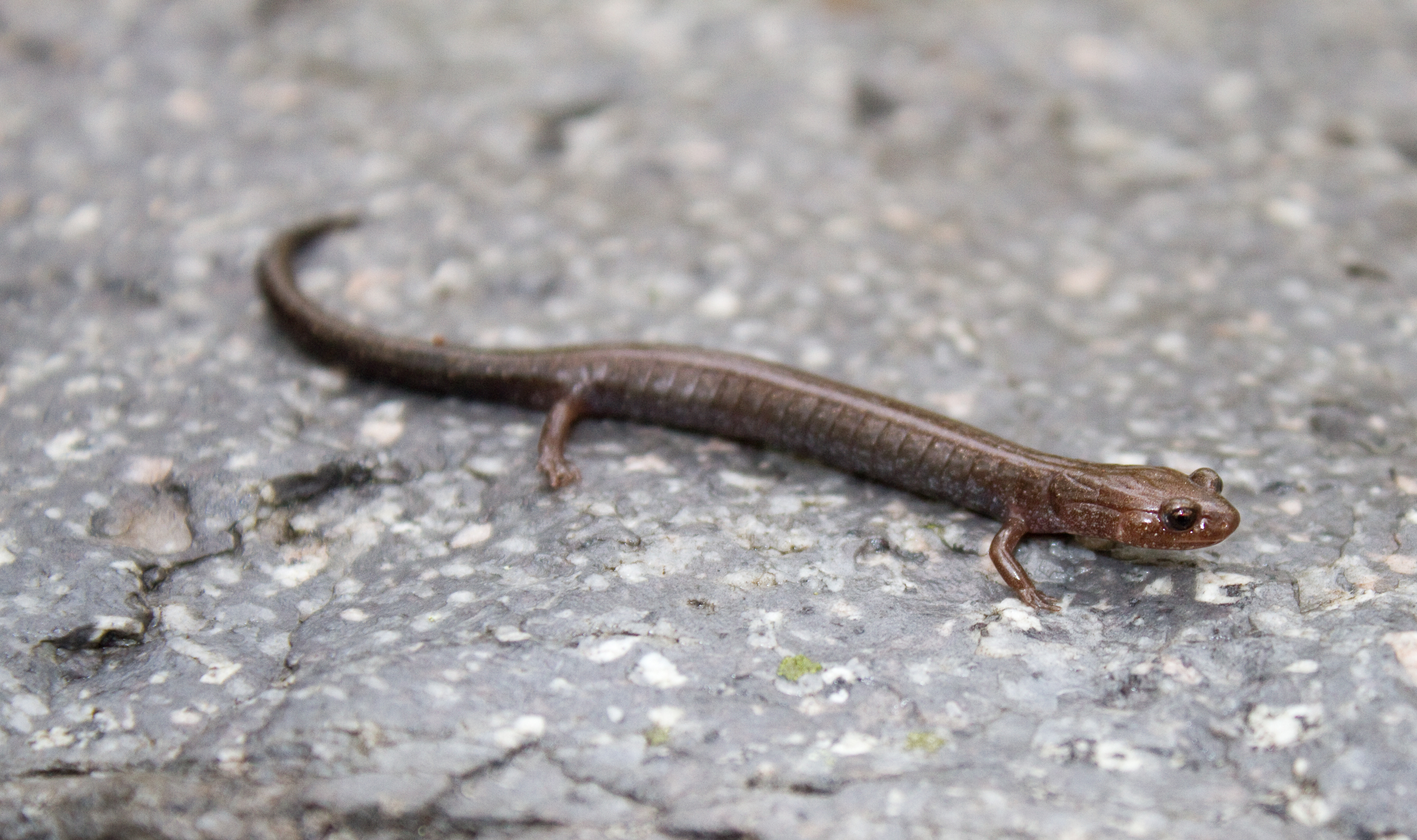

## Étymologie
Cette espèce est nommée en l'honneur de Neil Dwight Richmond (1912-1992).

## Publication originale
- Netting & Mittleman, 1938 : Description of Plethodon richmondi, a new salamander from West Virginia and Ohio. Annals of the Carnegie Museum. Pittsburgh, vol. 27, p. 287-293.